# Maartje van de Wetering
Maartje van de Wetering ('s-Hertogenbosch, 5 november 1985) is een Nederlandse actrice en zangeres.

## Levensloop
Maartje van de Wetering werd in 1985 in 's-Hertogenbosch geboren en volgde haar middelbareschoolopleiding aan het Gymnasium Bernrode te Heeswijk van 1998 tot 2004. Vervolgens studeerde ze tussen 2004 en 2008 aan de Amsterdamse Toneelschool & Kleinkunstacademie.

### Theater
Meteen na haar afstuderen werd ze actrice bij het Noord Nederlands Toneel in Groningen. Sindsdien speelde ze enkele jaren in vrijwel alle voorstellingen van het NNT zoals Hamlet (2012), Salomé (2011), Elf minuten (2010), Medea (2009) en Midzomernachtdroom (2009). Veel succes had ze met haar hoofdrol in Alice in Wonderland (2010) in regie van Ko van den Bosch.
Na haar vertrek bij NNT was ze in 2016 te zien in de Pindakaasprins van Orkater. In theaterseizoen 2023/2024 was Van de Wetering te zien in de musical De Hospita in de rol van Nancy en in het seizoen 2024/2025 als Jet de Nijs in Malle Babbe, de musical. In beide musicals deelt ze de rol met Lottie Hellingman.

### Film, TV, radio
Maartje van de Wetering speelde rollen in verscheidene films, onder meer Zomerhitte (2008), Het leven uit een dag (2009), Köfte (2010), Daglicht (2013), Mannenharten 2 (2015) en Waldstille. Televisieseries waarin ze speelde zijn Divorce (2012), Celblok H (2015), de politieserie Flikken Rotterdam (2016–2022) en Van der Valk (2025).
Eind 2017 won ze de finale van het televisieprogramma Maestro.
In het jaar 2024 deed ze mee aan het televisieprogramma De Slimste Mens. Daarin werd ze derde.
In 2015 was ze te beluisteren in het hoorspel Ont naar het boek van Anton Valens.